# Лайнс, Джордж Платт
Джорж Платт Лайнс (англ. George Platt Lynes, 1907—1955) — американский модный и коммерческий фотограф, который работал в 1930-х и 1940-х годах.

## Творчество
Джорж Платт Лайнс начал свой творческий путь в качестве писателя, однако с 1927 года решил заняться фотографией. Уже в 1932 году ему удалось открыть в Нью-Йорке свою первую студию. В 1933 году такие издания, как «Town and Country», «Harper’s Bazaar» и «Vogue», стали публиковать его портреты и снимки с показов мод. Стиль Платта Лайнса взял своё начало от европейского авангарда, а в особенности от сюрреализма. В 1942 году Платт Лайнс попал в Голливуд, а также занял пост директора журнала «Vogue».
В 1947 году Платт Лайнс вернулся в Нью-Йорк и последующие годы он сосредоточился на мужской обнажённой эротической натуре. Это не принесло ему ни славы, ни признания, но он продолжал упорно заниматься этим, так как ему это нравилось. Незадолго до своей смерти Платт Лайнс уничтожил большую часть своих негативов, опасаясь за то, что его снимки могут быть не правильно восприняты общественностью. Также Платт Лайнс успел в последний раз отправиться из Нью-Йорка в Париж.